# Nowa Góra (Krzeszowice)
Nowa Góra ist eine ehemalige Stadt (bis 1933), jetzt ein Dorf mit einem Schulzenamt der Gemeinde Krzeszowice im Powiat Krakowski der Woiwodschaft Kleinpolen in Polen.

## Geschichte

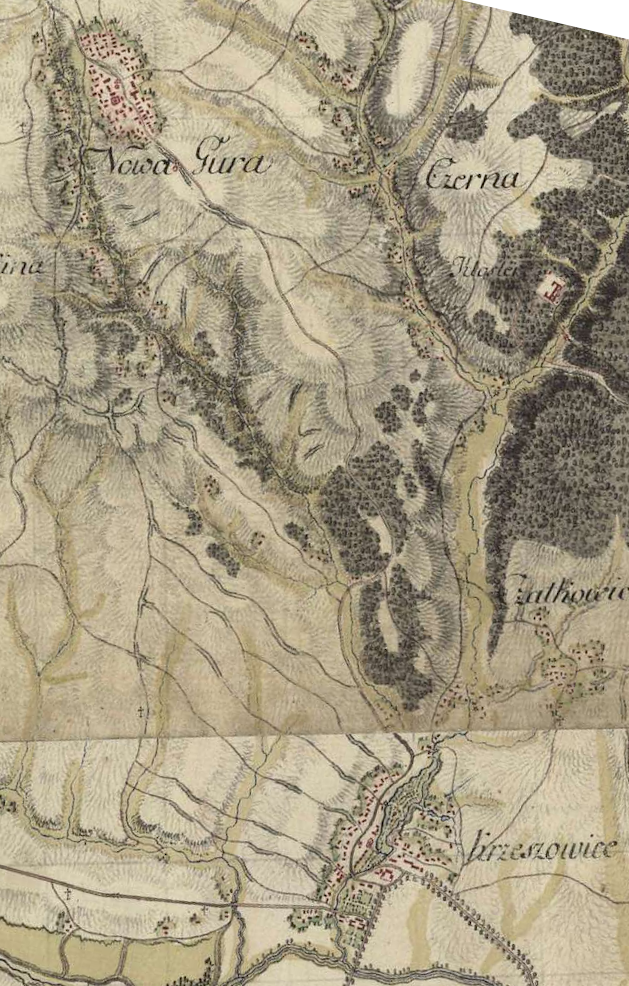
Nowa Góra und Krzeszowice auf einer österreichischen Karte Westgaliziens aus dem frühen 19. Jahrhundert

Im Altpolnischen bezeichnete das Wort góra (Berg) auch ein Bergwerk. Das Gründungsprivileg des Dorfs Przeginia im Jahr 1276 unterschrieb als ein Zeuge Jan, Sohn von Trojan und „rector ecclesiae de Gory“. Es ist möglich, dass Gory (plural von góra), wahrscheinlich in der Kastellanei von Chrzanów, danach zerstört wurde und an der Stelle entstand danach Nouo Monte (1318) bzw. Nowa Gora (1417) – auf Deutsch etwa Neuer Berg. 1313 wurde die Kirche erstmals erwähnt, 1326 Novomonte im Dekanat Sławków. 1335 wurde Nowa Góra zum Sitz eines neuen Dekanats, das bis zum Jahr 1969 bestand. Es wurde vermutet, dass das Dekanat für die Pfarreien entstand, die 1177/1179 mit Bytom/Siewierz und Oświęcim/Pszczyna an das schlesische Herzogtum Ratibor kamen, aber vor dem Jahr 1327 zurück zu Krakau/Polen rückten. Die Zugehörigkeit der Kastellanei von Chrzanów, damit mit Nowa Góra, zu Schlesien ist jedoch unter Historikern stark umstritten.
Der Ort erhielt wahrscheinlich vor 1367 das Stadtrecht nach dem Magdeburger Recht. Von Jan Długosz wurde Novomoncze alias Nowa Gora in der Beschreibung des Bistums Krakau aus den Jahren 1470 bis 1480 als eine oppidum mit einer Holzkirche bezeichnet. Der Aufstieg der Stadt ist mit der Förderung von Galmei, Bleierz und Silber verbunden. Unter Johann II. Kasimir wurden aus Blei Kanonenkugel hergestellt. In der Zeit der Schwedischen Sintflut befahl der schwedische König Karl X. Gustav den Weg nach Krzeszowice mit Hilfe der Bergleute aus Olkusz zu bauen.

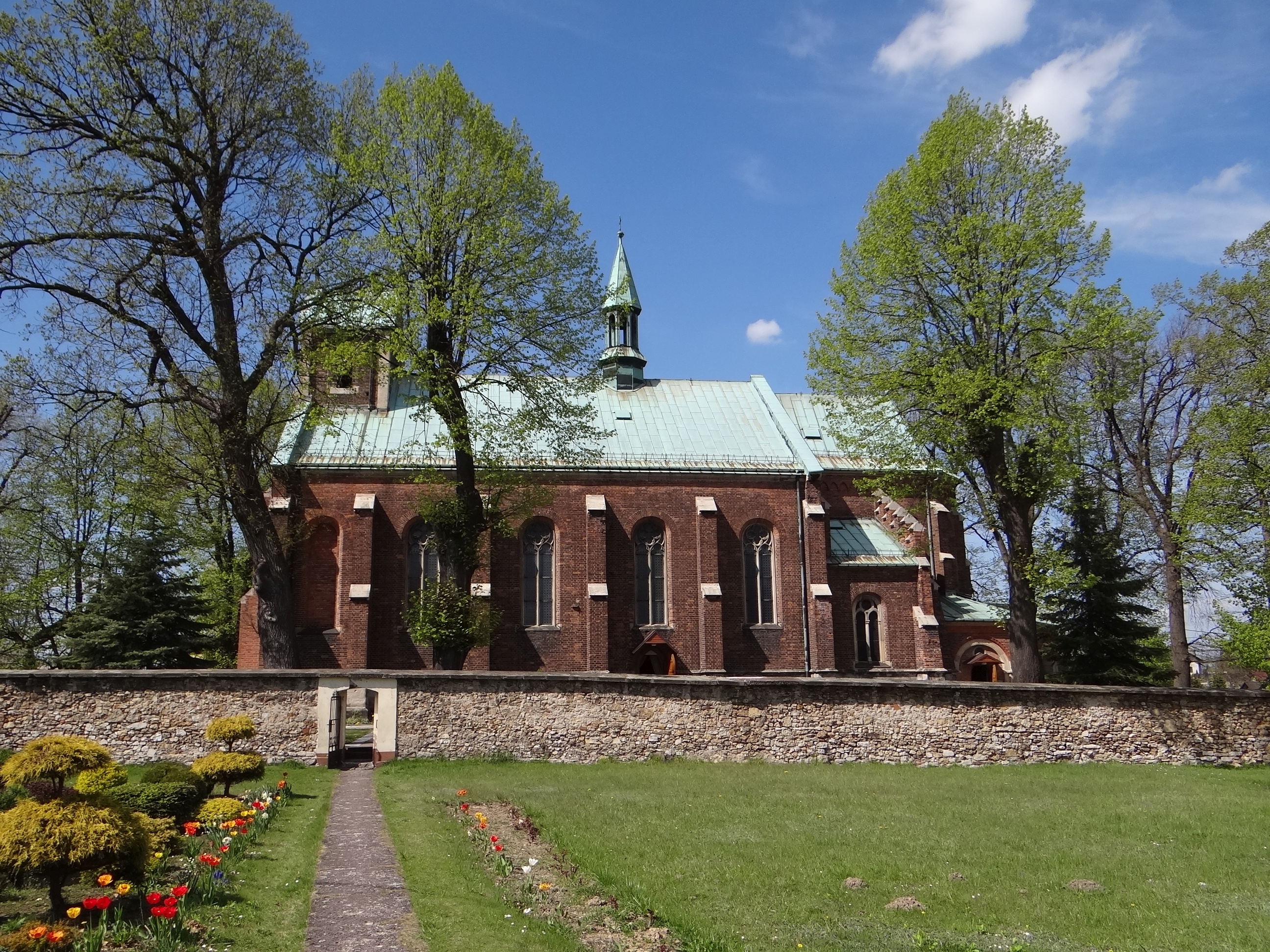
Ortskirche

Im Jahr 1794 zählte das Städtchen um 750 Einwohner und war der Hauptmarkt der Güter der Burg Tenczyn. Bei der dritten Teilung Polens wurde Nowa Góra 1795 Teil des habsburgischen Kaiserreichs. In den Jahren 1815–1846 gehörte das Städtchen zur Republik Krakau, 1846 wurde es als Teil des Großherzogtums Krakau wieder in die Länder des Kaisertums Österreich annektiert. Nach der Aufhebung der Patrimonialherrschaften bildete es eine Marktgemeinde im Bezirk Chrzanów. Der Ort grenzte damals an Kongresspolen im Norden.
1800 brannte Nowa Góra nieder. Die Gutsbesitzerin Izabela Lubomirska geb. Czartoryska baute es mit gemauerten Bebauungen wieder auf. Sie siedelte auch preußische Weber an, aber Nowa Góra konnte nicht mehr mit Trzebinia und Krzeszowice konkurrieren. Besonders die Bedeutung von Krzeszowice stieg nach der Eröffnung der Krakau-Oberschlesischen Eisenbahn als neues Zentrum der Güter von Tenczyn. Die Stadtbewohner wanderten oft in die mehr industrialisierten Orte wie Trzebinia und Siersza, oder sogar nach Oberschlesien und ins Dombrowaer Kohlebecken aus, obwohl es im Jahr 1827 auch in Nowa Góra zwei Zechen von Galmei gab und nach 1854 folgten weitere Zechen im Ort des Krakauer Bergbaureviers.
1900 hatte die Gemeinde Nowa Góra eine Fläche von 757 Hektar, 220 Häuser mit 1169 Einwohnern, davon waren alle polnischsprachig, 1125 waren römisch-katholisch, 10 waren israelitisch.
1918, nach dem Ende des Ersten Weltkriegs und dem Zusammenbruch der k.u.k. Monarchie, wurde Nowa Góra Teil Polens. 1933 verlor es das Stadtrecht, ein Jahrzehnt nach dem Krzeszowice zu einem Städtchen erhoben wurde. Im Zweiten Weltkrieg gehörte es zum Distrikt Krakau im Generalgouvernement und grenzte an den Landkreis Krenau im Deutschen Reich.
Von 1945 bis 1998 gehörte Nowa Góra zur Woiwodschaft Krakau.